# Babérsom
A babérsom (Aucuba) a barkamirtuszvirágúak (Garryales) rendjébe, ezen belül a barkamirtuszfélék (Garryaceae) családjába tartozó nemzetség.

## Előfordulásuk
A babérsomfajok eredeti előfordulási területe Kelet-Ázsia. A Himalája keleti felétől kezdve, Kína nagy részén keresztül, egészen a Koreai-félszigetig, Japánig és Tajvanig, míg délfelé Mianmarig és Vietnámig találhatók meg. Ausztriába és Spanyolországba betelepítette az ember.

## Rendszerezés
A nemzetségbe az alábbi 10 faj tartozik:
- Aucuba albopunctifolia F.T.Wang
- Aucuba chinensis Benth.
- Aucuba chlorascens F.T.Wang
- Aucuba confertiflora W.P.Fang & Soong
- Aucuba eriobotryifolia F.T.Wang
- Aucuba filicauda Chun & F.C.How
- Aucuba himalaica Hook.f. & Thomson
- japán babérsom (Aucuba japonica) Thunb. - típusfaj
- Aucuba obcordata (Rehder) K.T.Fu ex W.K.Hu & Soong
- Aucuba robusta W.P.Fang & Soong